# Pavetta minor
Pavetta minor är en måreväxtart som först beskrevs av Joseph Dalton Hooker, och fick sitt nu gällande namn av Debendra Bijoy Deb och Rout. Pavetta minor ingår i släktet Pavetta och familjen måreväxter. Inga underarter finns listade i Catalogue of Life.